# بارتولومه میتره
بارتولومه میتره (انگلیسی: Bartolomé Mitre; ۲۶ ژوئن ۱۸۲۱ – ۱۹ ژانویهٔ ۱۹۰۶) ژنرال، سیاستمدار، روزنامه‌نگار و مترجم اهل آرژانتین بود.
وی از سال ۱۸۶۲ تا ۱۸۶۸ رئیس‌جمهور آرژانتین و از سال ۱۸۶۰ تا ۱۸۶۲ فرماندار استان بوئنوس آیرس بود.

## نگارخانه

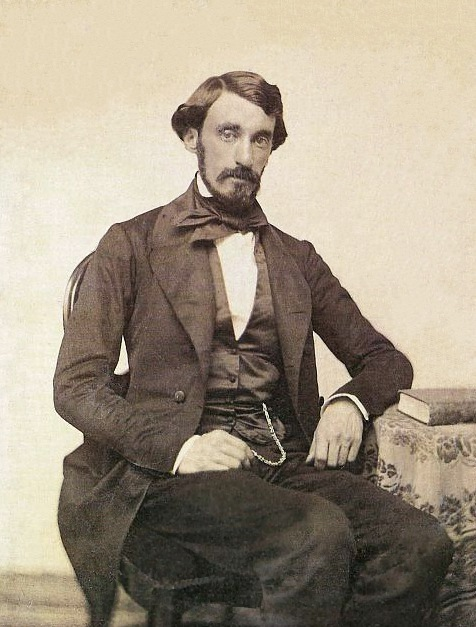
Bartolomé Mitre at age 33, 1854
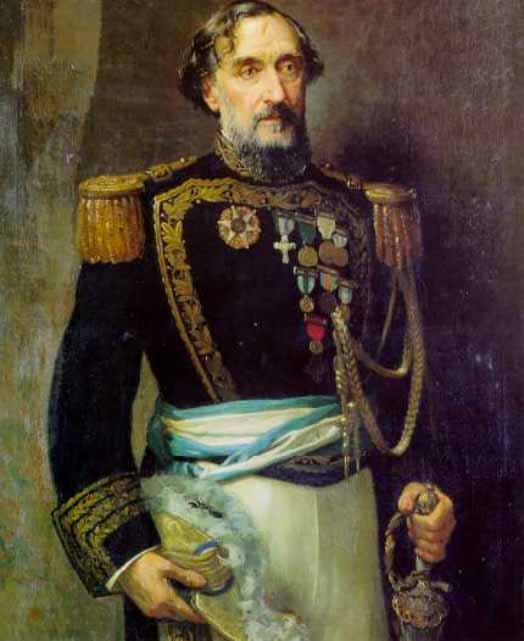
Mitre's official portrait, 1861
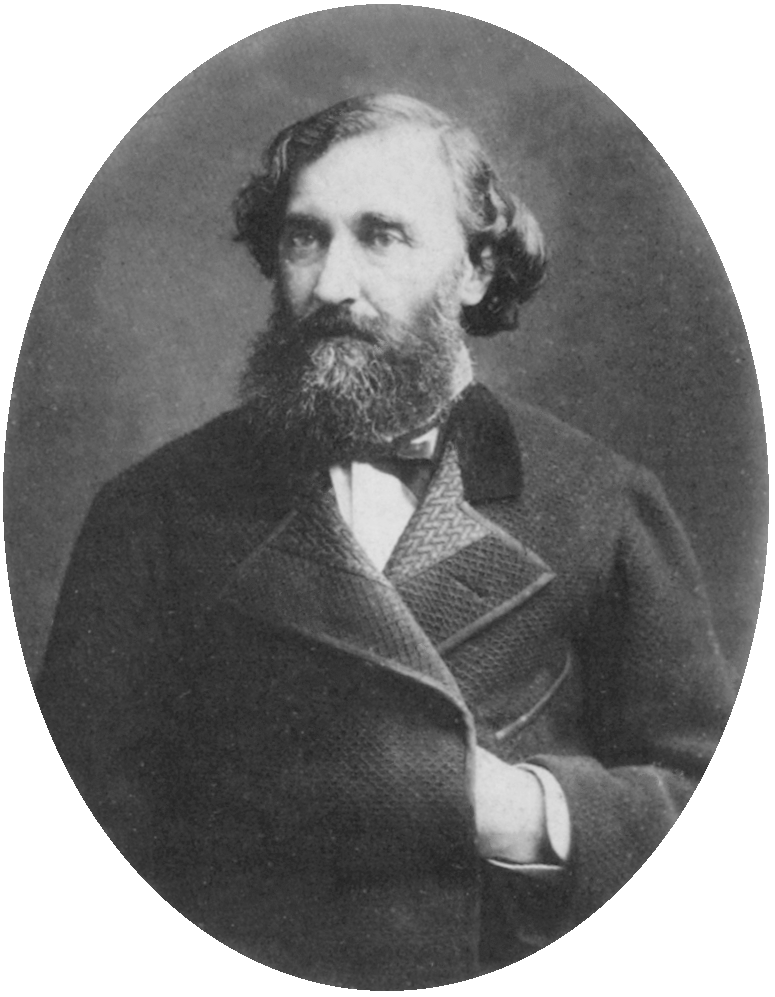
Mitre, perhaps around age 49, 1870
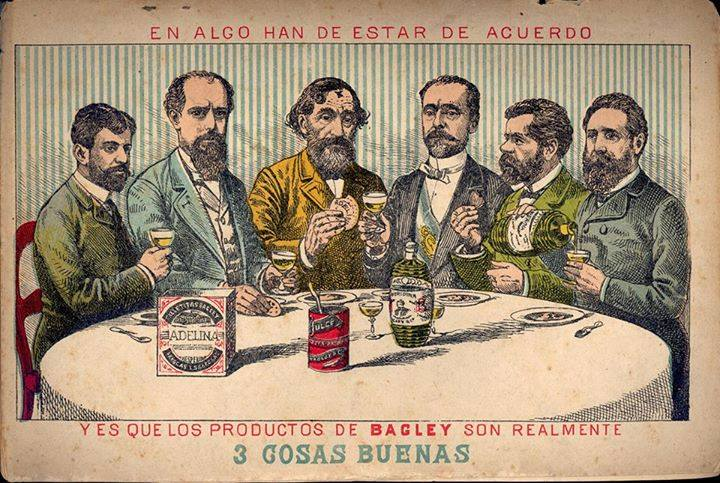
1889 ad with caricatures of Mitre and other politicians
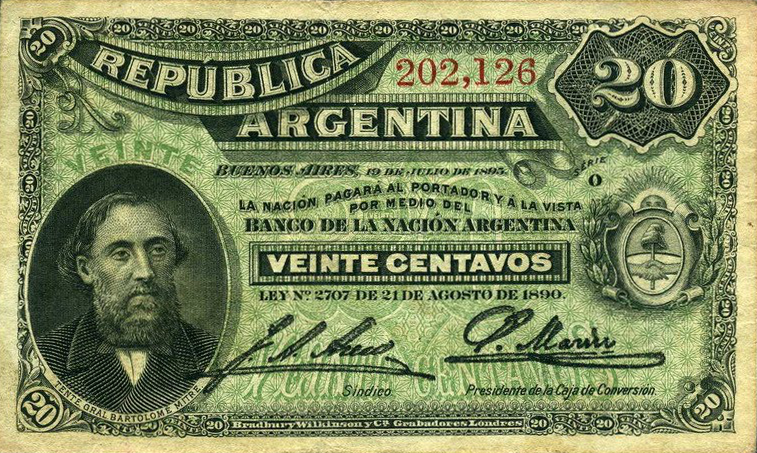
Mitre's portrait on an 1895 bill
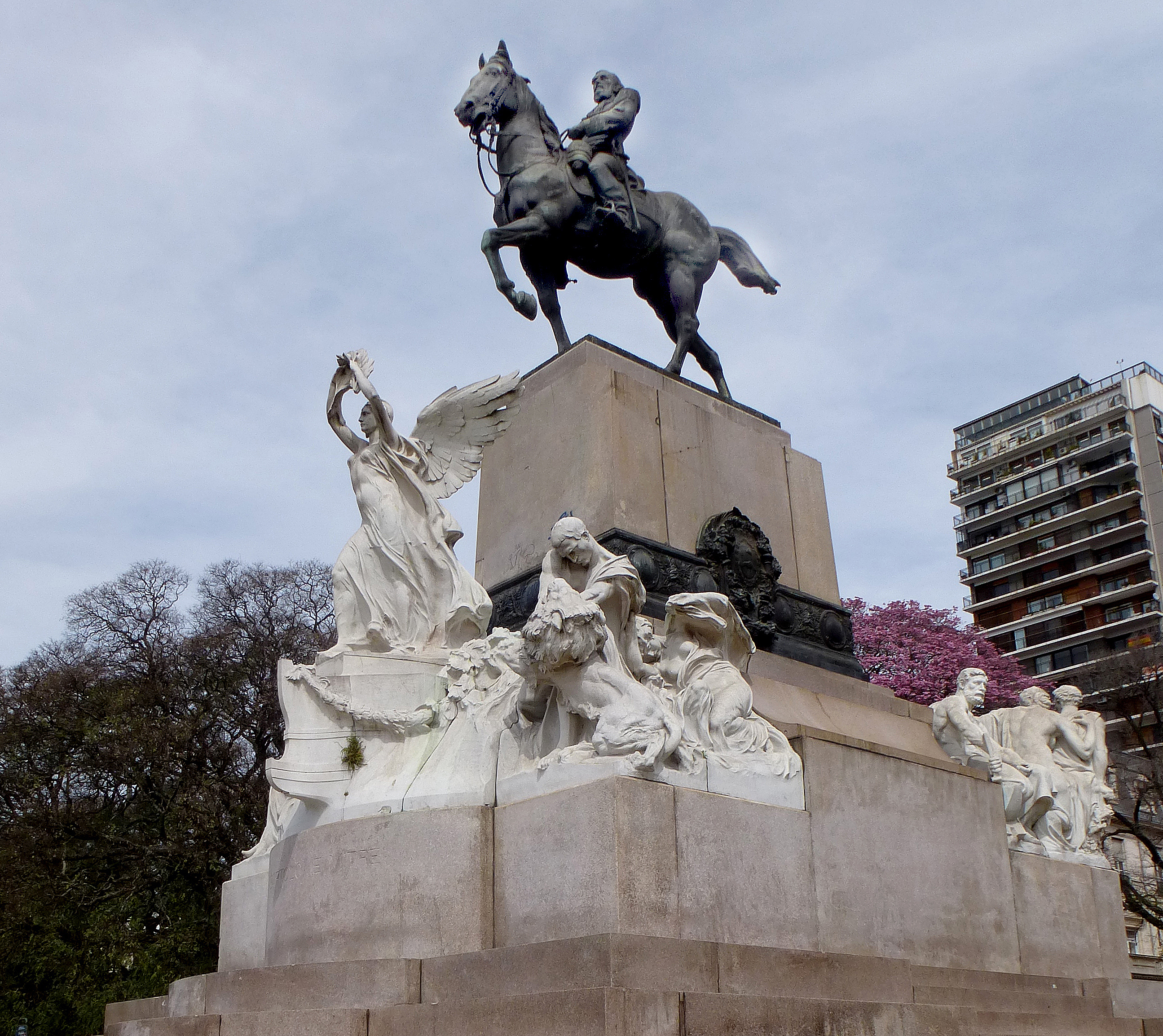
Equestrian statue of Mitre, Buenos Aires